# Georg Meier (coureur)

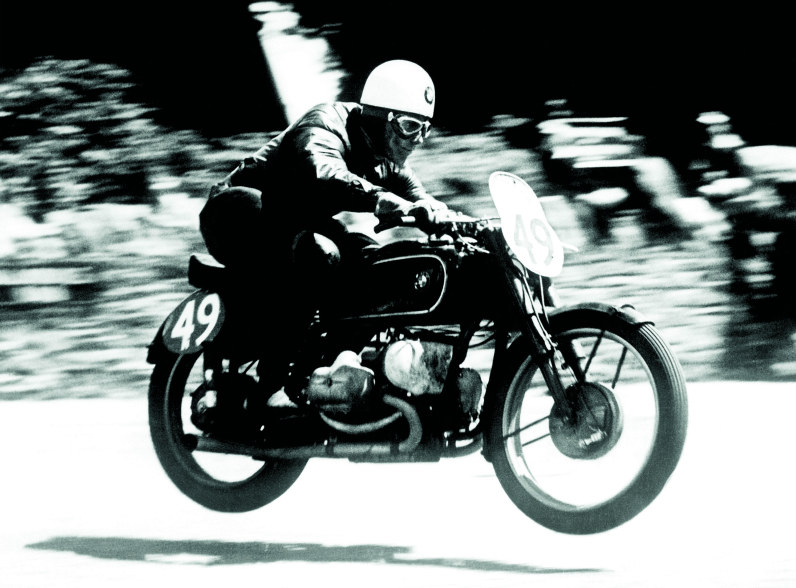
Georg Meier tijdens de Senior TT van 1939

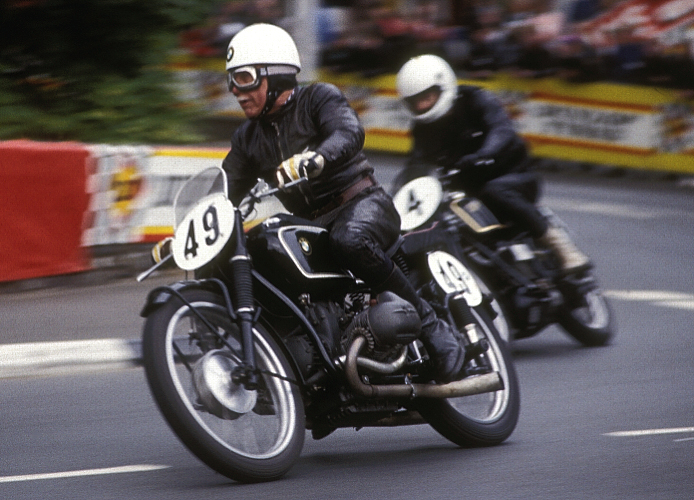
Georg Meier in 1989 tijdens een demonstratieronde met de BMW 255 (BMW RS 500) bij Quarterbridge op het Eiland Man

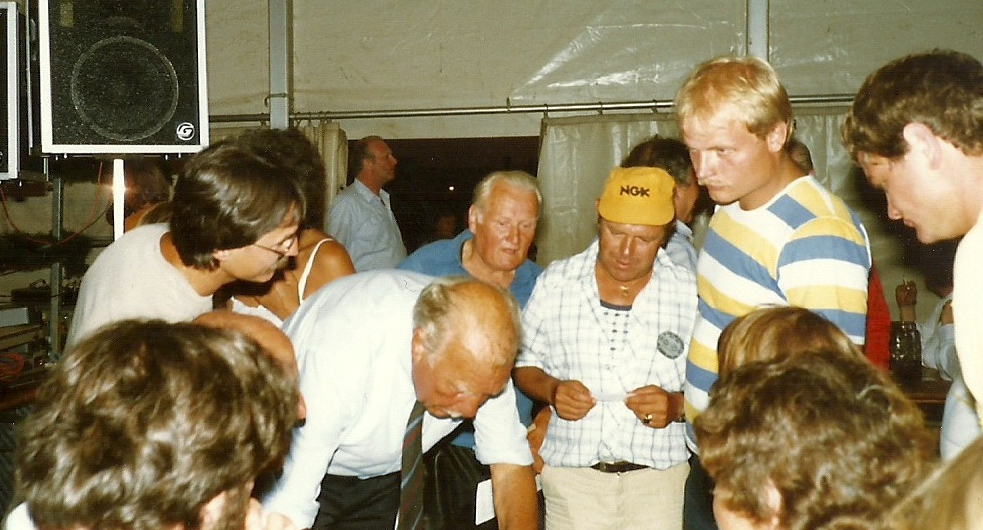
Toen Schorsch Meier in 1983 te gast was op een groot BMW-treffen in München was hij nog steeds zó bekend dat hij veel handtekeningen moest uitdelen

Georg "Schorsch" Meier (Mühldorf am Inn, 9 november 1910 - München, 19 februari 1999) was een Duits auto- en motorcoureur.

## Carrière

### Bayerische Landespolizei
Georg Meier werd meestal "Schorsch" (Beiers voor Georg) genoemd, maar ook wel "Gusseiserne Schorsch" (Gietijzeren Schorsch). Toen hij 14 jaar was ging hij van school en hij werd leerling bij een reparatiewerkplaats voor motorfietsen in zijn woonplaats Mühldorf. Toen hij hoorde dat de Bayerische Landespolizei een motorkorps ging samenstellen solliciteerde hij en in 1929 werd hij aangenomen. Na een opleiding van drie jaar werd hij in 1932 lid van het korps. Als lid van het motorkorps van de politie nam Schorsch Meier deel aan de in die tijd populaire 1.000 km lange betrouwbaarheidsritten. Dat was een goede training voor een motorordonnans, maar motorsport was ook een vorm van propaganda voor de regimes van Adolf Hitler en Benito Mussolini. In 1934 finishte hij met een vrij trage BMW R 4 een 1.000 km met een uur voorsprong op het schema en daarmee trok hij de aandacht van het Duitse militaire team. Met dat team, waarin ook Fritz Linhardt en Joseph Forstner zaten, won hij een groot aantal betrouwbaarheidswedstrijden en kreeg hij zijn bijnaam "Der Gusseiserne Schorsch".

### Motorcoureur

#### International Six Days Trial 1937
In 1937 werd Schorsch Meier geselecteerd voor het Trophy Team voor de International Six Days Trial in Wales. Dat team gebruikte 500 cc BMWs. Aan het einde van de wedstrijd stonden het Britse en het Duitse team gelijk in punten. Het evenement werd beslist met een wegrace op Donington Park. Het Britse team gebruikte 350cc motoren, waardoor een handicap toegepast werd: het Duitse team moest een ronde meer afleggen. De Britse coureurs Vic Brittain (Norton) en George Rowley (AJS) hadden race-ervaring die Meier niet had. Meier won de snelheidsrace maar in het totale teamklassement kwamen de Duitsers 10 seconden tekort op de Britten. Meier had getoond racetalent te bezitten en werd opgenomen in het fabrieksteam van BMW.

#### BMW fabriekscoureur 1937-1939
BMW zocht een vervanger voor Otto Ley, die zijn loopbaan wilde beëindigen. Bij een race in Schleiz kreeg Meier de kans te trainen met de nieuwe RS 500 compressorracer. Na een paar ronden vertelde hij de racemanager dat dit veel te gevaarlijk voor hem was. Die wist hem te overtuigen door te zetten en Meier reed de op drie na snelste ronde. Omdat hij nog niet was ingeschreven mocht hij niet in de race zelf starten. In 1938 maakte hij officieel deel uit van het team van BMW. Bij zijn eerste race in Eilenriede (Hannover) startte hij zó slecht dat hij op de laatste plaats terechtkwam. Hij reed de snelste raceronde en een nieuw ronderecord en won de wedstrijd alsnog. In 1938 waren Karl Gall, Jock West en Georg Meier ingeschreven voor de Senior TT. Gall raakte in de training gewond bij een val in de buurt van de Gooseneck en kon niet racen. Voor de start van de wedstrijd verwisselde een monteur een bougie in de motor van Meier, maar beschadigde daarbij de schroefdraad waardoor Georg Meier op één cilinder moest starten. Hij ging nog wel van start, maar viel al in de eerste ronde aan de voet van Bray Hill uit. Hij won in dat jaar de Grand Prix van België, de Grand Prix van Duitsland, de Groote Prijs van Nederland en de Grand Prix van Italië en hij werd Europees kampioen en kampioen van Duitsland. In 1939 was Georg Meier al opgeroepen als Feldwebel (Sergeant) en werkte hij als instructeur bij de militaire politie (Feldgendarmerie). Hij bleef tijdens zijn verlof racen voor BMW. Tijdens de trainingen voor de Isle of Man TT crashte Karl Gall bij Ballaugh Bridge. Hij werd naar Ramsey Cottage Hospital in Ramsey afgevoerd, maar overleed aan zijn verwondingen en de gevolgen van een longontsteking. BMW overwoog de rest van het team terug te trekken, maar uiteindelijk startten Georg Meier en Jock West beiden in de Senior TT. Georg won de wedstrijd met groot gemak nadat hij van start tot finish geleid had en reed een gemiddelde snelheid van 89,38 mijl per uur. Jock West werd tweede. Georg Meier was de eerste niet-Brit die het koningsnummer van de TT gewonnen had. Twee weken later won Georg Meier de TT van Assen. Later won hij ook nog de Grand Prix van België op Spa-Francorchamps en was hij de eerste die in een Grand Prix een gemiddelde rondesnelheid van meer dan 100 mph haalde. Na een uitstapje met de Auto-Union naar Frankrijk keerde hij terug op de motorfiets en hij startte in de Grand Prix van Zweden van 1939. In de achtervolging op Dorino Serafini op de Gilera Rondine viercilinder met compressor viel hij twee keer. Daardoor liep hij een rugblessure op die hem voor de rest van het seizoen 1939 uitschakelde. Hij moest twee maanden rust houden.

## Autocoureur
Al in 1939 racete Georg Meier behalve met motorfietsen ook met zijn collega-motorcoureur Hermann Paul Müller met auto's van Auto-Union. Ze waren reserverijders van het fabrieksteam. In de Grand Prix van Frankrijk van 1939 werd hij tweede achter Hermann Paul Müller. De eerste race van het seizoen 1939 was het Eifelrennen. Omdat Hans Stuck geblesseerd was geraakt tijdens een spelletje kegelen reed Georg Meier als invaller. Hij ging nooit van start door een technisch probleem met de Auto-Union Type D. Voor de Grand Prix van België verving hij Stuck opnieuw. De race werd gedomineerd door de Mercedes-Benz "Silberpfeile" van Dick Seaman en Hermann Lang. In de veertiende ronde werd Meier bij Blanchemont in een greppel gedrukt door de privérijder Adolphe Mandirola met een Maserati 6CM, waardoor hij uitviel.

## Tweede Wereldoorlog
Door zijn rugblessure werd hij afgekeurd voor de normale "Wehrdienst", en tijdens de oorlog bleef hij werken als instructeur van de Feldgendarmerie maar hij diende ook in Frankrijk als chauffeur van de leider van de Abwehr, Wilhelm Canaris.

## Racecarrière na de oorlog
Internationale wedstrijden konden de Duitsers in de eerste zes jaar na de oorlog vergeten. Ze waren uitgesloten van bijna alle sportevenementen en konden alleen nationale kampioenschappen houden. Bovendien lagen veel fabrieken in puin of ze waren in de Sovjet-bezettingszone terechtgekomen, zoals het Eisenacher Motoren Werk, de BMW-fabriek in Eisenach. Productie van zware motorfietsen was verboden (zelfs de 250cc BMW R 24 kwam pas in 1948 in productie). De compressormotoren werden op aandringen van de Britten door de FICM verboden, beducht als ze nog steeds waren voor de technische voorsprong die de Duitsers en de Italianen al vóór de oorlog hadden. Niet alleen Duitsland, maar alle landen moesten voor races teruggrijpen op de machines uit de jaren dertig, want ontwikkeling van racemotoren was er in de oorlog niet geweest. In het Duits nationale kampioenschap kon men eigen regels vaststellen, en daarin kon dus ook gewoon gestart worden met de compressorracers van DKW en BMW. Tussen 1947 en 1953 werd Schorsch Meier zes van de zeven keer kampioen van Duitsland. In 1949 werd hij gekozen tot Duits sportman van het jaar. In 1948 werd hij met een Veritas Duits kampioen in de Formule 2. In 1953 beëindigde hij zijn racecarrière om zich op zijn autohandel in München te concentreren.

## Trivia
- Bij zijn eerste trainingen voor de Senior TT van 1939 verwonderde Schorsch Meier zich over de vriendelijkheid van de lokale bevolking. Hij had niet gemerkt dat de Britse coureurs 's nachts een grote "L" op de rug van zijn racepak hadden geschreven. Iedereen dacht daarom dat hij een "Learner" was, tot hij op de tweede trainingsdag de snelste ronde reed.
- Hij moest wennen aan het tijdrit principe van de TT. Elke 20 seconden startte er een rijder voor een eenzame race zonder te weten hoe snel hij was ten opzichte van de rest. BMW had echter een telefoonlijn geïnstalleerd van de start in Douglas tot ongeveer 25 km vóór de streep in Ramsey. Daardoor kon hem in de tweede ronde de doorkomsttijd van de eerste worden doorgegeven: +50 seconden. Daar verbaasde hij zich over, want hij was nog steeds niet echt bekend met de 60 km lange baan. Na twee ronden was het al +82 seconden geworden en na de derde ronde 2 minuten. Daardoor kon hij een tankstop maken die eigenlijk niet nodig was, maar wel zekerheid gaf.
- In 1983 was Georg Meier samen met Ernst Henne te gast op een enorm motortreffen met 6.000 deelnemers op de Olympische roeibaan in de buurt van München. Deze "Zielfahrt" werd georganiseerd om het 60-jarig bestaan van de BWM motorfietsen te vieren. Henne had zich al 46 jaar geleden teruggetrokken, Meier 30 jaar, maar beiden waren (ook bij de jeugd) nog zo bekend dat ze een groot deel van de avond handtekeningen moesten uitdelen.